# Nervo trigêmeo
O nervo trigêmeo (português brasileiro) ou nervo trigémeo (português europeu) constitui, com o homólogo contralateral, o quinto (V) par de nervos cranianos.
É assim chamado por possuir três ramos: o nervo oftálmico, o maxilar e o mandibular. É um nervo com função mista (motora e sensitiva), porém há o predomínio de função sensitiva. Controla, principalmente, a musculatura da mastigação e a sensibilidade facial.
A parte motora do trigêmeo é formada por fibras que pertencem ao ramo mandibular, assim inervando os músculos mastigadores (temporal, masseter, pterigoideo lateral e pterigoideo medial), além de emitir também ramos nervosos para os músculos: milo-hióideo e ventre anterior do músculo digástrico.
As fibras aferentes somáticas gerais conduzem impulsos exteroceptivos dos 2/3 anteriores da língua, dos dentes, da conjuntiva ocular, da pele da face, dura-máter craniana e da parte ectodérmica da mucosa da cavidade bucal, nariz e seios paranasais.

## Origem aparente
As duas raízes do V par têm origem aparente na face anterior (ântero-lateral) da ponte, no nível da união do terços inferiores e no limite com os pedúnculos cerebelares médios.
As raiz sensitiva é a mais lateral e volumosa das duas. Formada pela união de 40- a 50 filetes muitos delgados, apresenta um aspecto achatado e tem uma espessura de aproximadamente 5 mm.
A raiz motora, situada medialmente à precedente, distingue-se por ser menos espessa; compõe-se de 8 a 10 filetes que se fundem num tronco arredondado de 2 mm de espessura. Entre ambas as raízes intercala-se uma ponte de substância nervosa: a língula.

## Trajeto
Logo após a origem, as duas raízes do nervo trigêmeo passam a ter direção súpero-anterior, atravessando, sucessivamente, as fossas posterior e média do crânio. A raiz sensitiva e a motora funde-se com o nervo mandibular.
A raiz motora, com situação inicial súpero-medial, à raiz sensitiva, cruza a seguir a face inferior desta última, indo situar-se lateralmente a ela, no nível da margem superior da parte petrosa do osso temporal.
As fibras superiores da raiz sensitiva giram para lateral e alcançam a ponte num nível inferior ao das fibras inferiores do gânglio.
O nervo trigêmeo é um dos pares de nervos cranianos que mais possuem ramificações durante todo o seu trajeto, desde sua origem no encéfalo até às suas ramificações finais.
O início do seu trajeto, está na sua origem do tronco trigeminal, que está na parte lateral da ponte, entre esta e o pedúnculo cerebelar médio, na fossa posterior do crânio. A partir daí, o nervo dirige-se para a borda superior da parte petrosa do osso temporal. O nervo penetra então um pequeno forame da dura-máter (lúnula de Albinus) passa pelo sulco trigeminal e penetra na fossa media do crânio, chegando ao gânglio trigeminal.
Após o gânglio trigeminal, o nervo trigêmeo apresenta os seus principais ramos, sendo eles: o ramo oftálmico (V1), que se localiza no terço superior da face, o ramo maxilar (V2), localizado no terço médio, e o ramo mandibular (V3) , que se situa no terço inferior.
A partir de suas emersões no crânio, o nervo, consequentemente, apresentará três trajetos básicos. Sendo que o ramo oftálmico irá emergir no crânio através da fissura orbital superior do osso esfenoide, o ramo maxilar emerge no forame redondo e o ramo mandibular no forame oval.
O ramo oftálmico tem seu trajeto iniciado antes mesmo de penetrar na orbita, emitindo um pequeno ramo denominado ramo meníngeo recorrente. Em seguida, ele dirige-se anteriormente, apoiado na parede lateral do seio cavernoso, e entra na órbita pela fissura orbital superior do osso esfenoide. A partir da sua emersão, irá dividir seu trajeto em três ramos principais: nervo lacrimal, nervo frontal e nervo nasociliar.
O ramo maxilar tem seu trajeto iniciado através de sua emersão no forame redondo, emitindo como seu primeiro ramo o meníngeo. Após emitir esse ramo, o ramo maxilar continua o seu trajeto em direção à fossa pterigoidea. Chegando a essa estrutura, ele emite o nervo zigomático, os ramos alveolares superiores posteriores e nervo pterigopalatino e continua o seu trajeto na órbita como nervo infraorbital.
O trajeto do ramo mandibular é bem abrangente, sendo dividido em um trajeto posterior e anterior.  Após emergir do crânio pelo forame oval, ele irá alcançar a fossa infratemporal, onde irá emitir dois pequenos ramos, o nervo para  o músculo pterigóideo medial e o meníngeo. Logo após, ele segue o seu trajeto normal, dando origem aos seus ramos principais: nervo bucal, nervo lingual, nervo alveolar inferior e nervo massetérico. Consequentemente, esses nervos principais seguem os seus trajetos até emitir os ramos finais do trajeto.

## Relações
O percurso intracraniano do nervo trigêmeo abrange as seguintes regiões:

### Fossa posterior do crânio
Inclui o segmento compreendido entre a origem aparente e a margem lateral do corpo do osso esfenoide, no nível do processo clinoide posterior. Nesta altura, o nervo apresenta-se circundado por uma bainha de pia-máter, descreve uma curva de concavidade ântero-medial submerso inferiormente no espaço subaracnoide, juntamente com os nervos troclear (IV par), trigêmeo (V par) e abducente (VI par), e com as artérias superior do cerebelo e posterior do cérebro, ramos da artéria basilar.

### Margem superior da parte petrosa do osso temporal
No local onde as duas raízes superpostas (a sensitiva em plano superior) cruzam a margem superior da pirâmide petrosa, encontra-se no crânio seco uma incisura trigeminal, que o tentório do cerebelo  transforma em orifício osteofibroso através do qual o nervo trigêmeo invade o cavo trigeminal.

### Fossa média do crânio
Na face ântero-superior da parte petrosa do osso temporal. a raiz sensitiva, achatada súpero-inferiormente, transforma-se em leque e forma o plexo triangular, cuja base anterior se confunde com a margem posterior do gânglio trigeminal. O plexo triangular da raiz sensitiva, o gânglio trigeminal e a raiz motora alojam-se no cavo trigeminal, estojo osteofibroso cuja parede superior é um prologamento do território do cerebelo e cuja parede inferior é uma depressão óssea revestida pela própria dura-máter.
Nenhuma das duas raízes adere às paredes do cavo trigeminal.

## Gânglio trigeminal
É uma formação semelhante aos gânglios espinais anexos às raízes dorsais dos nervos espinais. Fica na impressão trigeminal do osso temporal.
O Gânglio trigeminal é a representação do acumulo de corpos de neurônios sensitivos aferentes. Estes apresentam um prolongamento periférico longo e que está em contato com um receptor e um prolongamento central curto, que entra no tronco encefálico pelo tronco do nervo, onde faz sinapse com os núcleos centrais do trigêmeo. 
Podemos localizá-lo em uma depressão óssea da face anterior da parte petrosa do osso temporal, denominada Impressão do Trigêmeo.

## Cisterna trigeminal
É um divertículo dos espaços subaracnóides pré-pontinos e pontocerebelares; tem 0,50 cm³ de capacidade e em seu interior circula livremente o líquido cérebro-espinhal, que banha todo o plexo triangular e a raiz motora.
Anatomia de superfície
Segundo Teixeira (2012), o gânglio trigeminal é composto por prolongamentos centrais dos neurônios pseudounipolares, que dão origem a este gânglio. Tal componente do sistema nervoso é caracterizado por apresentar uma forma achatada e crescente, estando situando em uma região intitulada impressão trigeminal ou também chamada de cavidade trigeminal. Dessa forma, este gânglio tem relevância para o funcionamento das estruturas da face do indivíduo uma vez que deste, parte o nervo trigêmeo, que por sua vez origina 3 principais prolongamentos periféricos ou ramos: o nervo oftálmico (V1), o nervo maxilar (V2) e o nervo mandibular (V3).

### Nervo oftálmico
O nervo oftálmico (V1) é o primeiro ramo do nervo trigêmeo, sendo responsável pela inervação da porção do terço superior da face, compreendendo principalmente a região da cavidade orbital, como o próprio nome sugere. Emerge da porção superior do gânglio trigeminal e adentra a órbita através da fissura orbital superior. Para inervação de tais estruturas, divide-se em:
Nervo supra orbital: responsável pela inervação da pálpebra superior, parte do couro cabeludo e a pele da fronte.
Nervo supra troclear: responsável pela inervação da região da glabela, da pálpebra superior e da pele do nariz.
Nervo frontal: responsável pela abrangência da área cutânea da fronte e a porção ântero-posterior do couro cabeludo. 
Nervo nasociliar e nervo lacrimal: responsáveis pela inervação do conteúdo da órbita (da glândula lacrimal pelo nervo lacrimal) e parte da cavidade nasal (pelo nervo nasociliar).
Nervo infra troclear: responsável pela inervação da raiz do nariz e da pele das pálpebras. 
Ramo nasal externo: responsável pela inervação da pele do dorso do nariz.

### Nervo maxilar
O nervo maxilar (V2) é o segundo ramo do nervo trigêmeo, sendo responsável pela inervação da porção do terço médio da face, compreendendo as maxilas, abrangendo a área cutânea da fronte, porção ântero-posterior do couro cabeludo e lábio superior. Diante das suas atribuições, divide-se da seguinte forma:
Nervo infra orbital: responsável pela inervação da região lateral do nariz, pele e mucosa do lábio superior e pele da pálpebra inferior. 
Nervo zigomático facial: responsável pela inervação da pele que recobre o osso zigomático.
Nervo zigomático temporal: responsável pela inervação da porção mais anterior da pele da fossa temporal, além da pele da porção lateral da fronte. 
É importante ressaltar que após a emissão deste ramo, o nervo maxilar dirige-se para a região denominada fossa pterigopalatina, deixando a parte interna do crânio através do forame redondo. Ao adentrar esta fossa, o nervo emite então outros dois nervos de grande importância:
Nervos alveolares superiores: responsáveis pela inervação dos dentes da arcada dentária superior, possuindo ainda, uma subdivisão (nervo alveolar superior posterior, nervo alveolar superior médio e nervo alveolar superior anterior). A título de curiosidade, são de extrema importância para a área odontológica, uma vez que as técnicas anestésicas possuem estes ramos como referência.
Nervo palatino maior: responsável pela inervação da região de palato duro, no interior da cavidade oral.
Nervo palatino menor: responsável pela inervação da região de palato mole, no interior da cavidade oral.
Nervo nasopalatino: responsável pela inervação da região de extremidade do palato, próximo aos dentes incisivos da arcada dentária superior.

### Nervo mandibular
O nervo mandibular é o terceiro e último ramo do nervo trigêmeo, sendo considerado o seu maior ramo. Possui duas raízes: uma sensitiva, que tem origem no ângulo inferior do trigêmeo e outra motora, que tem origem no núcleo motor localizado no bulbo e no tronco encefálico. Estes se unem logo após a saída deste nervo pelo forame oval, na parte interna do crânio. 
No que tange à raiz sensitiva, as áreas inervadas são a pele da região temporal, orelha, bochecha, lábio inferior e a porção inferior da face, além da mucosa da bochecha, 2/3 anteriores da língua, os dentes inferiores, a própria mandíbula e a articulação temporomandibular (ATM). 
No que se refere à raiz motora, é responsável pela inervação dos músculos da mastigação, tais como o músculo masseter, o músculo temporal, o músculo pterigoideo lateral e o pterigoideo medial. Além disso, também abrange os músculos milo-hioideo, digástrico (ventre anterior), tensor do tímpano e tensor do véu palatino. 
Visto que possui a função de inervar o terço inferior da face, o nervo mandibular pode ser dividido em ramos anteriores e posteriores:
Ramos anteriores: responsáveis pela inervação motora dos músculos da mastigação e sensitiva das mucosas da bochecha e da gengiva. 
Ramos posteriores: responsáveis pela inervação sensitiva, possuindo um pequeno componente motor, abrangendo áreas como a língua, os dentes inferiores e a pele do mento. 

## Nervo mesentérico
Nervo localizado na região da face com função motora da asa do nariz.

## Características do núcleo motor
As unidades motoras deste núcleo são variáveis, quanto ao número de fibras inervadas por cada neurônio; mas, para o caso dos músculos masseter e temporal, a relação é de 600 a 900 fibras musculares por motoneurônio trigeminal. Murphy e Thomas descreveram a presença de dois tipos de motoneurônios no núcleo trigeminal:
1. Motoneurônios grandes e da alta velocidade de condução; são os alfa-motoneurônios trigeminais, que inervam os músculos mastigatórios.
2. Motoneurônios pequenos e de velocidade baixa de condução; são os gama-motoneurônios trigeminais, relacionados com a inervação motora dos fusos musculares.

Szentagothai descreve, aliás, localizações específicas no núcleo motor trigeminal; em sua parte dorsal estão localizados os neurônios que inervam o ventre anterior do digástrico e milo-hióideo; na parte anterior do digástrico e milo-hióideo; na parte interna, os neurônios que inervam o temporal; na porção central os do masseter; na parte mais externa, estão os neurônios que inervam o temporal; na porção central os masseter; na parte mais externa, estão os neurônios de ambos os pterigoides; no pólo cefálico, localizam-se os neurônios motores dos músculos peristafilino externo, e o músculo do martelo (ouvido).
O núcleo motor do V par, pelo fato de ter núcleos específicos para cada músculo, pode ser extraído ou inibido para cada núcleo separadamente, tanto por estímulos extrapiramidais quanto piramidais, de origem cerebral, ou por aferências de origem bucal, que chegam até o núcleo mesencefálico.

## Correlação clínica do núcleo motor trigeminal
O quinto par craniano, de função mista, apresenta fibras motoras e sensitivas conduzidas pela sua terceira ramificação (o mandibular ou V3). No qual a porção motora se responsabiliza pela inervação dos músculos mastigatórios (temporal, masseter, pterigoideo lateral, pterigoideo medial, digástrico – ventre anterior – e milo-hióideo).
Juntamente aos núcleos principal, espinal e mesencefálico, que compõem o complexo trigeminal, o núcleo motor é caracterizado por ser um amontoado de células grandes (motoneurônios) que se localiza medialmente e anteriormente à formação reticular pontínea, de onde saem as suas fibras. As informações geradas na musculatura mastigatória e na gengiva (pela presença de mecanorreceptores) são direcionadas ao núcleo mesencefálico, predominantemente, pelo V3; dessa forma, as fibras aferentes se estendem ao núcleo motor estabelecendo um reflexo semelhante ao de estiramento. Tal reflexo produzido é a contração muscular respondendo à pressão exercida pelos dentes inferiores e o abaixamento da mandíbula.
Os motoneurônios do núcleo motor trigeminal regulam o tônus dos músculos da mastigação; de modo que as mialgias que acometem esses músculos estão, comumente, ligadas a distúrbios temporomandibulares, dos quais a dor é capaz de ocasionar um reflexo muscular na mandíbula com o intuito de limitar a função da mesma. Ou seja, as informações sensitivas chegam ao núcleo espinal do nervo e ativam os motoneurônios.
As mialgias podem ainda estar relacionadas ao excesso de força exercido sobre os músculos de forma crônica, como por exemplo, o bruxismo noturno; que leva ao aumento do tônus e age durante o pressionamento dental, causando tração no disco articular e gerando seu deslocamento; esse desencaixe passa a comprimir o tecido retrodiscal, resultando em inflamações intra-articulares.
Na fisiopatologia, o bruxismo é marcado por uma mudança repentina da atividade encefálica, auxiliada pelo aumento do tônus e da taxa cardíaca. Logo, os núcleos que atuam na formação reticular da ponte são de grande importância para compreender essa disfunção e outras similares.

## Neuralgia do Trigêmeo
A neuralgia - ou nevralgia - do trigêmeo (NT) é a forma de dor facial frequente associada ao nervo trigêmeo e é conhecida também como tique doloroso, doença de Fortherghill e prosopalgia dolorosa.
A NT é caracterizada por uma dor paroxítica facial que acomete um ou mais ramos desse nervo (o ramo maxilar é o mais afetado, seguido do ramo mandibular e, por último, o ramo oftálmico). Além desse tipo de dor aguda, intensa e súbita, como é a dor paroxítica, pode-se sentir queimação, ardor ou choque na região dos lábios, gengivas e bochechas. Esse quadro álgico tem uma duração que varia de segundos a até 2 mínimos e pode ocorrer várias vezes ao dia.
Em relação à fisiopatologia, ainda não há um consenso sobre uma hipótese concisa da origem dessa doença, mas sim várias hipóteses. A forma da NT primária ou idiopática refere-se a uma hipótese em que há a compressão de um vaso sanguíneo, sendo que, em cerca de 85% dos casos, está relacionada à Artéria Cerebelar superior. Esse processo de compressão neurovascular provoca desmielinização das fibras nervosas, o que as torna hiperexcitáveis e acopladas às fibras menores responsáveis pela sensação de dor. Já a forma de NT secundária não se relaciona com a compressão neurovascular, mas sim com a esclerose múltipla (EM), tumores e isquemias vasculares, dentre outras lesões.
Para um diagnóstico diferencial, é importante distinguir a NT das demais causas de dor orofacial, como por exemplo: patologias da articulação temporomandibular (ATM) e odontalgias, que seguem um curso inflamatório.
O tratamento pode ser clínico e cirúrgico, sendo que o clínico é o de primeira escolha e o cirúrgico é de última escolha. As medicações mais utilizadas são a carbamazepina, a gabapentina e lomotrigina e os procedimentos cirúrgicos mais frequentes são a descompressão neurovascular e a rizotomia por radiofrequência.
A neuralgia do nervo trigêmeo é dor orofacial mais comum. O diagnóstico deve ser pautado na exclusão de outros diagnósticos diferenciais. O tratamento pode ser clínico ou cirúrgico, dependendo do caso. Diante do exposto, ressalta-se a importância da experiência do profissional para diagnosticar e tratar essa doença.

## Dor facial Atípica (causalgia): possíveis causas periféricas e centrais
A semiologia cardinal nesta entidade, e que a difere antagonicamente da neuralgia trigeminal clássica ou típica, é em geral a duração da dor aguda, a imprecisão do local na face onde o evento acontece e alterações variadas na sensibilidade e reflexos da face. Apesar de muitas vezes, ter uma origem por injúria nervosa, esta quando acontece é geralmente pré-ganglionar ou pré gasseriana, o que ainda nos dias de hoje, impede um tratamento efetivo e duradouro para esta grave entidade, que corresponde à segunda dor facial inferior mais frequente.
A única semelhança com a Neuralgia trigeminal é que a dor facial atípica (DFA) ocorre na mesma região e pode existir choque que em geral dura muito mais que 5 minutos ,sendo que diversos processos podem desencadear esses acontecimentos.
Deve-se enfatizar que a divisão de dor facial trigeminal proposta pela Sociedade Mundial de Cefaléia deve ser utilizada em uso profissional especializado e em pesquisa e não para fins didático e enciclopédicos. 
Importante que para o publico geral, não podemos usar a classificação internacional de cefaléias devido a proximidade fonética entre entidades tão distintas. Enfatizo a importância de se diagnosticar uma moléstia que é eficientemente tratável e que apesar de muito prevalente, ainda hoje, milhares de pacientes padecem de uma demora inadmissível em seu diagnóstico, que é a Neuralgia Trigeminal Clássica ou Nevralgia Trigeminal.
O momento doloroso paroxístico tem duração descrita em minutos e até horas. Pode ser classificada como intensa, superficial, aguda, com características de choque, queimação, ou corte.
Algumas hipóteses foram criadas e embasadas em mecanismos celulares. De modo generalizado, são: A liberação de substâncias neurotransmissoras e vasoativas diminuem o limiar dos neurônios, podendo gerar elevação no fluxo de informação transmitida aos centros que identificam a dor.
Outra hipótese sugere que o IgE em grande quantidade próximo ao nervo trigêmeo pode degranular mastócitos, e por conseguinte, liberar substâncias, como serotonina e histamina.
Os mecanismos periféricos levam à dor espontânea e à hiperalgesia, pois provocam sensibilidade nos neurônios nociceptivos. Esses mecanismos podem ser desencadeados por inflamações, visto que o processo inflamatório levará à liberação de mediadores, fatores neurotróficos e neuropeptídios, que aumentam a excitabilidade da fibra nervosa.
Lesão no nervo provocará alterações de caráter degenerativo nas fibras nervosas, sendo também, um mecanismo periférico.
Não obstante, os mecanismos centrais instalam e mantêm a dor. A sensibilização da região central ocorre pela ativação de neurônios nociceptivos centrais de forma exacerbada, por neuroplasticidade, por mudanças eletrofisiológicas e diferenciações nos controles da dor.
A neuroplastia consiste na reorganização anatômica, fazendo sinapses entre neurônios nociceptivos e neurônios não nociceptivos, provocando alodínia.
Pacientes com dores crônicas apresentaram redução de substância cinzenta no córtex somatossensorial, tanto primário, como secundário, no tálamo e outras estruturas centrais, e foi relacionada à maior duração da doença. Assim, propôs-se a ocorrência de fenômenos neuroplásticos.
O tratamento da dor facial atípica  inclui fármacos que impedem a continuação do impulso nervoso pelo bloqueio, também, dos canais iônicos. Variados fármacos podem ser utilizados no tratamento farmacológico, sendo a carbamazepina o mais prescrito, com taxa de sucesso de 70%.
Quando os pacientes não possuem êxito em seus tratamentos com fármacos, pode-se recorrer ao método cirúrgico de microdescompressão vascular ou alcoolização de ramos do nervo trigêmeo.
De modo geral, os tratamentos lesam à nível do gânglio trigeminal, e assim, impedem os estímulos nociceptivos, promovendo alívio da dor.
Por fim, ressalta-se que os mecanismos estimulantes de dor na neuralgia trigeminal não são totalmente conhecidos, necessitando de estudos e pesquisas que a possam elucidar, visando melhor compreensão e tratamento para os pacientes.

## Herpes-Zóster e Neuralgia Pós-Herpética associado ao nervo trigêmeo
O Herpes-Zóster (HZ) se dá pela reativação do vírus Varicela-Zóster (VVZ), o mesmo causador da varicela, popularmente conhecida como catapora, após a infecção primária, sua reativação se da em indivíduos com algum tipo de deficiência na imunidade, tanto por doenças como câncer e síndrome da imunodeficiência adquirida, quanto por terapias imunossupressoras.
Sua sintomatologia está relacionada à queimação leve a moderada da pele, mal-estar, febre e cefaleia, evoluindo para o aparecimento de lesões cutâneas. O Vírus reativa-se nos gânglios das raízes espinhais dorsais, aparenta acompanhar o trajeto do nervo correspondente, chegando à pele através do nervo espinhal. A duração da doença é cerca de 30 dias, após esse período é caracterizada como Neuralgia Pós-Herpética.
O HZ apesar de suas manifestações nas regiões torácica, sacral e facial, afeta cerca de 15 à 20% dos casos o nervo trigêmeo, acometendo mais frequentemente o ramo oftálmico (V1), quando ocorrem nos ramos maxilar (V2) ou mandibular (V3), observa-se, na cavidade bucal, lesões vesículo-bolhosas.

### Prognóstico
O HZ normalmente evolui para a cura em até um mês, porém com a continuidade do quadro por meses ou anos pode ser denominado como Neuralgia Pós-Herpética (NPH), a complicação mais comum do HZ. Além disso, há associações com a hipoalgesia do ramo maxilar do nervo trigêmeo, assim como o desenvolvimento de paralisia periférica facial, conhecida como paralisia de Bell.

### Tratamento
O tratamento deve ser feito utilizando fármacos anticonvulsivantes como gabapentina e pregabalina e antidepressivos tricíclicos como amitriptilina; na prática clínica, a combinação de analgésicos é utilizada para o alívio da dor por conseqüência de sua natureza complexa e heterogênea.

## Relação fisiológica-anatômica do Nervo Trigêmeo na Odontologia e o processo anestésico dos ramos alveolares provindos dos ramos Maxilar (V2) e Mandibular (V3)

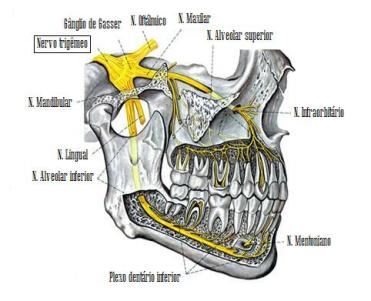
Ramos Alveolares da Maxila e da Mandíbula.

Como veremos, em Anatomia de Superfície, ramos como o Maxilar (V2) e Mandibular (V3) do Nervo Trigêmeo tem origem aparente nos forames redondo e oval, respectivamente. No entanto, ao percorrer todo o seu trajeto nos ossos maxilares e mandibular estes ramos (V2 e V3) dão origem a um dos mais importantes nervos para a odontologia, os nervos alveolares superiores e inferiores, principalmente quando associados a reações inflamatórias e processos patológicos que envolvem reabsorção óssea e dores imensuráveis.
Os Nervos Alveolares estão intimamente aplicados na rotina de um cirurgião dentista, isso por que ao relacionar possíveis patologias, como a cárie, que podem envolver regiões contendo o tecido mole dos dentes, tem de sofrer intervenções clínicas para tratamento do mesmo, isso inclui procedimentos invasivos que poder atingir a polpa dentária que abriga vasos sanguíneos, células de defesa e principalmente, nervos.

Para tratar tal manifestação patológica é necessário utilizar substâncias anestésicas para o controle da dor, para isso há de ser aplicado essas substâncias para anestesia local em regiões próximas aos dentes afetados ou até mesmo próximas de divisões nervosas (troncos nervosos), essa última consiste em uma técnica chamada de Anestesia de Bloqueio Regional.

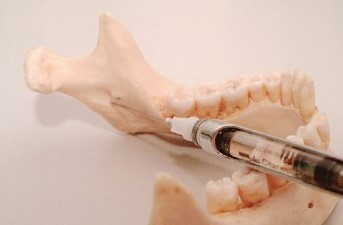
Anestesia de bloqueio regional na odontologia

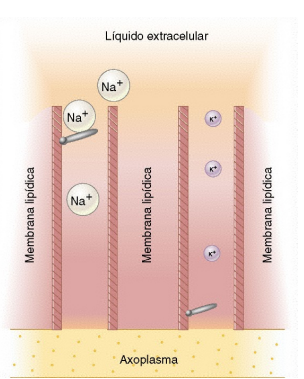
Bloqueio dos Canais de Sódio

Mas antes de conhecermos algumas das técnicas de anestesia local, precisamos entender como essas substâncias atuam, fisiologicamente falando. A verdade é que para que a haja a inibição da atuação de algum nervo, seja ele sensitivo ou motor, basta interromper a geração do impulso nervoso propagado nele, e é dessa maneira que alguns fármacos atuam.

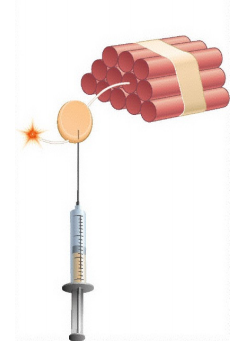
Dinamite e seu pavio

De maneira resumida, como explica Malamed, em seu livro Manual de Anestesia Local, o processo anestésico de certos fármacos pode ser explicada de tal maneira: Imaginemos a seguir três elementos: uma dinamite, seu pavio (Corda) e um pouco de água, onde a dinamite representa a região do encéfalo responsável pelo estimulo da dor, o pavio representa o “Nervo” e a água representa o anestésico, ao ser acendido a chama irá percorrer por todo o pavio até chegar a dinamite, no entanto, se for colocado um pouco de água em determinado ponto do pavio a chama irá cessar e a explosão não ocorrerá. Da mesma maneira acontece com a anestesia se for aplicado em determinada região do nervo, a propagação do impulso elétrico não dará continuidade e o sujeito não sentirá a dor.
Microscopicamente falando, os anestésicos atuam nos canais de membrana das células nervosas, mais especificamente nos canais de sódio (dentro do canal, na superfície externa, ou em portões de ativação ou inativação) reduzindo a permeabilidade do íon sódio pelo canal ou inativando-os. Ao fazer isso, a despolarização da membrana não se inicia e a propagação dos impulsos nervosos é interrompido.
Por fim, algumas técnicas de anestesia são classificadas de acordo com o local de aplicação, podendo ser em ramos alveolares dos nervos maxilares e mandibulares. No caso dos nervos alveolares inferiores (mandíbula), a aplicação do anestésico é feita próximo ao forame mandibular por onde passa o Nervo Mandibular (V3) e no caso de nervos alveolares superiores, a aplicação pode ser feita nos nervos alveolar superior posterior, médio, anterior e nasopalatino, todos esses são ramos do Nervo Maxilar (V2).